# Анопьян, Оноприос Яковлевич
Оноприос Яковлевич Анопьян (1873, Нахичевань-на-Дону — 1934, Симферополь) — армянский поэт и переводчик.

## Жизнь и творчество
Родился в 1873 году в городе Нахичевани-на-Дону. Был крещён в церкви Святого Николая (снесена в 1930-х годах).
Окончил Нахичевано-Бессарабскую духовную семинарию, затем работал конторщиком и банковским служащим в Азово-Черноморском торговом банке и сотрудником газеты «Приазовский край». В 1909 году вместе с супругой уезжает в Симферополь. Работал в случайных конторах, переводил произведения и сочинял стихи. В Симферополе был знаком с Александром Спендиаровым, Максимилианом Волошиным и со многими писателями и художниками.
Перевёл на армянский язык произведения более 60 русских и западноевропейских поэтов: стихи М. Ю. Лермонтова, А. С. Пушкина, позже А. Блока и Б. Пастернака, а также К. Фофанова, А. Ахматовой, М. Волошина и других, перевёл на армянский язык пьесу М. Горького «На дне».
Стихи Анопьяна были опубликованы в разных журналах армянских диаспор юга России, Европы и в самой Армении и переведены на 18 языков, в том числе на русский. Он также писал стихи и на русском языке.
Составляя антологию армянской поэзии, Валерий Брюсов в 1915 году писал: «Из новых поэтов, не включённых в сборник, внимания заслуживают Оноприос Анопьян и Симеон Бабиян».
Скончался от туберкулёза в феврале 1934 года в Симферополе.
Сын Оноприоса Яковлевича — Арменак Анопьян, художник, после смерти отца составил рукописный свод его произведений, который включал стихотворения и переводы. Позже произведения Оноприоса Анопьяна были переданы в Тбилисский государственный университет, а в 1970-е годы был выпущен поэтический сборник «Мост», в который вошла большая подборка его стихов.
Часть архива поэта хранилась его внучкой Татьяной Арменаковной Сурженко (урожд. Беспаловой) в Ростове-на-Дону. Ростовский поэт Николай Егоров в 1980-е годы выполнил несколько переводов, которые были напечатаны в журнале «Дон».
Правнучка Оноприоса Анопьяна — Анна Александровна Сухарева (урожд. Сурженко) в 1997 году окончила Ростовский государственный педагогический университет, и темой её дипломной работы была «Жизнь и творчество армянского поэта и переводчика О. Я. Анопьяна».
В 1999 году в Ростове-на-Дону был опубликован небольшой сборник стихов и воспоминаний о поэте О. Я. Анопьяне, составила этот сборник журналист В. Ф. Волошинова, произведения предоставила внучка поэта Татьяна Сурженко.
Сборник О. Я. Анопьяна «Стихотворения. Избранное» на армянском и русском языках с предисловием Шаэна Хачатряна был опубликован в 2010 году в городе Ереване.